# Соглашение Таможенного союза Южной Африки (1903)
Соглашение Таможенного союза Южной Африки (1903) — многосторонний договор между британскими колониями и протекторатами Южной Африки, создавшим таможенный союз между территориями.
После победы англичан во Второй бурской войне началось объединение и консолидация британских владений в Южной Африке. Соглашение о Таможенном союзе 1903 года было подписано сторонами Соглашения в течение месяца в нескольких разных местах. Датами его подписания были 6, 12 и 25 мая и 3 июня 1903 года, и подписания проходили в Йоханнесбурге, Питермарицбурге, Дугласе и Солсбери. Соглашение было подписано правительствами Капской колонии, колонии Наталь, колонии Оранжевой реки, колонии Трансвааль и Южной Родезии. Губернатор Капской колонии, который был Верховным комиссаром по Южной Африке, также подписал соглашение от имени Басутоленда и протектората Бечуаналенд. Свазиленд был принят в союз по дополнительному протоколу, который был согласован в 1904 году, а Баротзиленд-Северо-Западная Родезия была принята в 1905 году.
Соглашение создало зону таможенного союза со свободной торговлей между сторонами. Успех Таможенного союза побудил некоторых британских жителей стремиться к политическому объединению, что в конечном итоге привело к созданию Южно-Африканского Союза в 1910 году. (Басутоленд, Южная Родезия и Свазиленд не присоединились к политическому союзу.) В 1910 году Южноафриканский таможенный союз был создан как преемник союза 1903 года; однако Южная Родезия не вступила в таможенный союз 1910 года.